# Cratere Antinoo
Antinoo è un cratere da impatto sulla superficie di Teti.
Prende il nome da Antinoo, personaggio dell'Odissea.
È la struttura eponima della maglia cui appartiene.